# Россана Ді Лоренцо
Россана Ді Лоренцо (італ. Rossana Di Lorenzo; 4 березня 1938, Рим — 13 серпня 2022, там само) — італійська акторка.

## Життєпис
Народилася 4 березня 1938 року у Римі. Її брат — актор та режисер Мауріціо Арена, її сестра Романа — мати шоумена Піно Інсеньйо.
Дебютувала 1970 року, зігравши роль Ермінії Колони, дружини персонажа Альберто Сорді в сегменті «Кімната» (італ. La camera) кіноальманаху «Пари», за яку наступного року її було номіновано на премію Срібна стрічка Італійського національного синдикату кіножурналістів як найкращу акторку другого плану. 1976 року знову виконала цю роль у першому сегменті кіноальманаху «Загальне відчуття сорому». Співпрацювала з такими режисерами як Вітторіо Ґассман, Мауро Болоньїні, Луїджі Дзампа, Карло Вандзіна, Флавіо Могеріні, Жак Дере, Мікеле Массімо Тарантіні, Енріко Ольдоїні та іншими.
1983 року була номінована на премію Давид ді Донателло як найкраща акторка другого  плану за роль у фільмі «Бал» Етторе Сколи.
Россана Ді Лоренцо померла 13 серпня 2022 року у Римі в 84-річному віці.

## Фільмографія
| Рік  |   | Українська назва                                     | Оригінальна назва                            | Роль                     |
| ---- | - | ---------------------------------------------------- | -------------------------------------------- | ------------------------ |
| 1970 | ф | Пари                                                 | Le coppie                                    | Ермінія Колона           |
| 1970 | ф | Президент футбольного клубу «Боргороссо»             | Il presidente del Borgorosso Football Club   | кухарка                  |
| 1972 | ф | Незаможні холостяки у пошуках серцевих прихильностей | Senza famiglia, nullatenenti cercano affetto | повія                    |
| 1973 | ф | Краща сторона Паоліни                                | Buona parte di Paolina                       | придворна дама           |
| 1974 | ф | Заради кохання Офелії                                | Per amare Ofelia                             | Ірис                     |
| 1974 | ф | Кларетта і Бен                                       | Permettete signora che ami vostra figlia?    | Адріана                  |
| 1975 | ф | Поліцейська історія                                  | Flic Story                                   | Марі                     |
| 1976 | ф | Африка Експрес                                       | Africa Express                               | Мітці                    |
| 1976 | ф | Загальне відчуття сорому                             | Il comune senso del pudore                   | Ермінія Колона           |
| 1976 | ф | Спадок Феррамонті                                    | L'eredità Ferramonti                         | Матильда                 |
| 1977 | ф | Таксистка                                            | Taxi Girl                                    | Орнела                   |
| 1977 | ф | Дикі ліжка                                           | Letti selvaggi                               | бакалійниця              |
| 1983 | ф | Бал                                                  | Ballando ballando                            | дама / консьєржка        |
| 1983 | ф | Різдвяні канікули                                    | Vacanze di Natale                            | Ермінія Марчетті         |
| 1984 | ф | Любіть один одного трохи                             | Amarsi un po'...                             | Марія Коччія, мати Марко |
| 1984 | ф | Буря в серці                                         | Cuori nella tormenta                         | мати Вальтера            |
| 1987 | ф | Велике казино Монте-Карло                            | Montecarlo Gran Casinò                       | дружина Лучано           |
| 1988 | ф | Каски                                                | Quelli del casco                             | дружина швейцара         |
| 1994 | ф | Операція чисті руки. 2000 років тому і півроку тому  | S.P.Q.R. - 2000 e ½ anni fa                  | Роза                     |
| 1995 | ф | Вбивця був у жовтих черевиках                        | L'assassino è quello con le scarpe gialle    | Сара                     |